# 加藤光彦
加藤 光彦（かとう みつひこ、1957年 - ）は、日本の政治家。愛知県飛島村長（2期）。元飛島村議会議員（4期）、元飛島村議会議長。

## 来歴

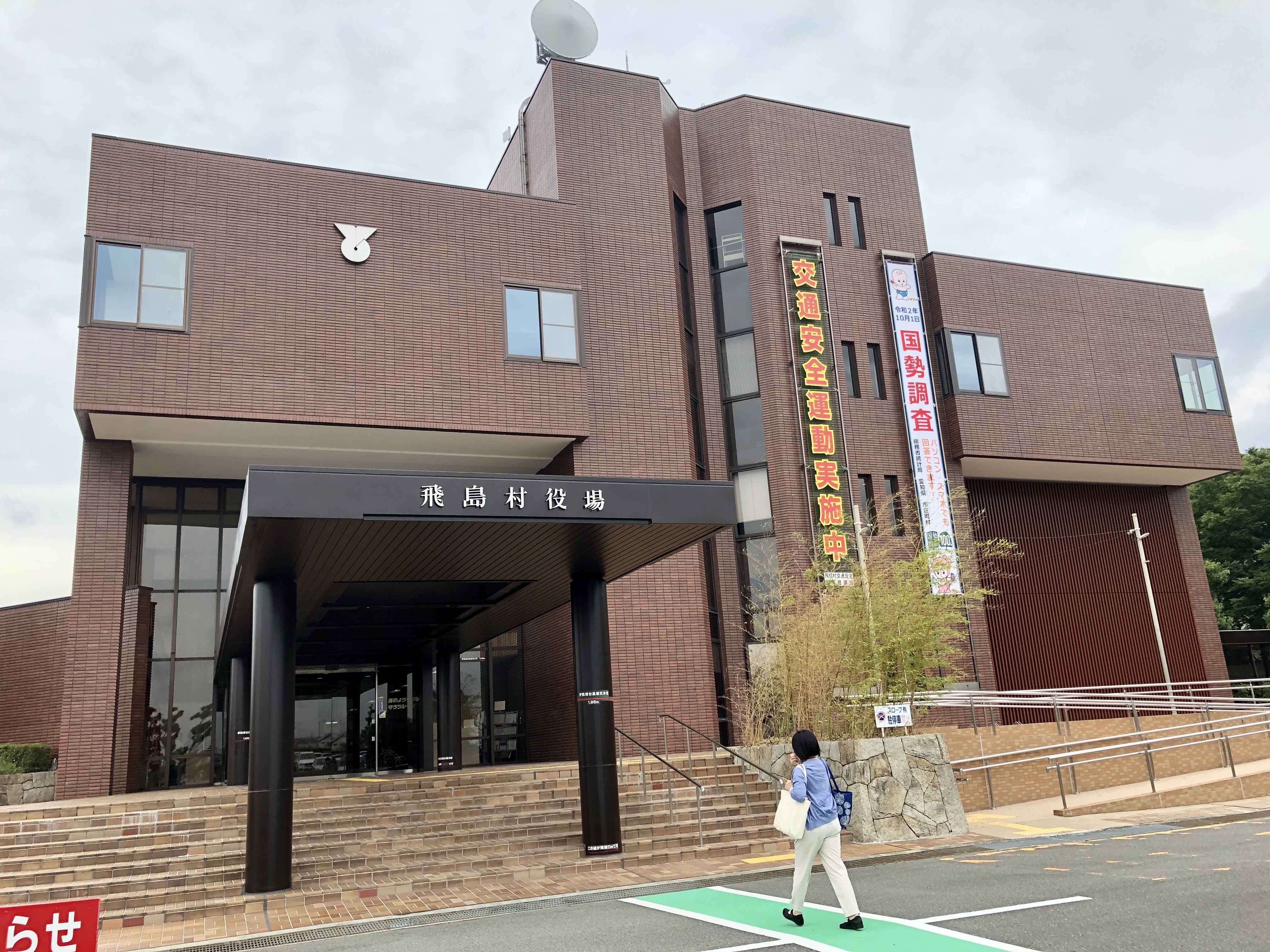
飛島村役場

愛知県飛島村出身。飛島村立飛島中学校、愛知県立蟹江高等学校卒業。1980年（昭和55年）、愛知大学卒業。愛知県青年海外派遣団員や日本青年海外派遣団員などを務める。
2007年（平成19年）4月、飛島村議会議員に初当選。2019年（平成31年）に4期目の当選を果たす。
2020年（令和2年）1月、村議を辞職。同年3月29日に行われた飛島村長選挙に立候補し、現職の久野時男との一騎打ちを制し初当選した。4月10日に村長就任。
※当日有権者数：3,608人 最終投票率：78.22%（前回比：pts）
| 候補者名 | 年齢 | 所属党派 | 新旧別 | 得票数  | 得票率 | 推薦・支持 |
| -------- | ---- | -------- | ------ | ------- | ------ | ---------- |
| 加藤光彦 | 62   | 無所属   | 新     | 1,619票 | 58.01% |            |
| 久野時男 | 72   | 無所属   | 現     | 1,172票 | 41.99% |            |

2024年（令和6年）3月19日に告示された村長選挙には加藤以外に立候補届がなく、24日の投開票を待たずして再選が決定した。